# 脑炎
腦炎（encephalitis）是腦部的炎症，常为急性，且最常由病毒感染造成。

## 症狀和徵候
病患症狀包括發燒、頭痛、颈部僵硬、嘔吐、畏光、疲倦、嗜睡，进一步发生意识改变，如意识减退、意识模糊、意識混亂、昏迷。并发症可能包括：癲癇發作、幻覺、说话困难、記憶問題、听力问题。幼兒可能會食慾不佳或燥動不安。

## 診斷
腦炎症狀由腦部的防禦機制所造成激活擺脫傳染（腦部膨脹、微量出血和細胞死亡）。神經學的檢驗通常顯露由於腦膜（meninges）被干擾而產生的頸部僵硬。腦脊髓液體的檢驗顯露在正常葡萄糖水平中蛋白質和白細胞的數量增加。CT掃瞄檢驗顯露腦部膨脹、腦部膿腫或靈菌的可能的複雜程度。腰部刺做法通常在透過CT掃瞄檢驗排除突出的腦部膨脹的可能性之後才會執行。

## 流行病學
流行性腦炎是從1917年到1928年流行性腦炎所導致的一個非典型形式。雖然近年來幾名患者顯示了非常相似的症狀但是只有很小數量的個別情況。現在認為起因是屬於細菌。

## 病因

### 病毒性腦炎
主要為病毒性腦炎和節肢動物傳播的病毒性腦炎。受害者通常由昆蟲叮咬或食物與飲料暴露於病毒而造成腦炎。最常見的是單純皰疹病毒、日本腦炎病毒（Japanese Encephalitis Virus，由三斑家蚊等蚊子叮咬傳染）、腸病毒（enteroviruses）、克沙奇病毒（coxsackievirus）、小兒麻痺病毒和伊科病毒（echovirus）。一些較不常見的是麻疹、狂犬病、腮腺炎、JC病毒和水痘病毒。
- 小RNA病毒：脊髓灰质炎病毒（PV）和肠道病毒EV71型为代表
- 黄病毒：日本脑炎病毒（JEV）、寨卡病毒（ZIKV）、西尼罗病毒（WNV）和蜱传脑炎病毒（TBEV）等为代表
- 披膜病毒科的甲病毒：辛德毕斯病毒（SINV）、东部马脑炎病毒（EEEV）、西方马脑炎病毒（WEEV）和委内瑞拉马脑炎病毒（VEEV）为代表
- 正布尼亚病毒：拉克罗斯病毒（LACV）为代表
- 白蛉病毒：裂谷热病毒（RVFV）为代表
- 副粘病毒科亨尼帕病毒属：尼帕病毒（NiV）和亨德拉病毒（HeV）为代表
- 弹状病毒：狂犬病毒（RV）为代表

## 治療
通常以症狀治療為主。針對病毒性腦炎，除了對付單純皰疹病毒的阿昔洛韋之外，目前有效的抗病毒藥物種類很少。所以支持性治療（例如：呼吸器）對重症患者來說者便相當重要。皮質類固醇類藥物（corticosteroids）用來減少腦部腫脹發炎。若患者太過燥動則可考慮給予鎮靜劑。 若為黴漿菌感染，可給予口服四環黴素類。弓型蟲造成的腦炎則以乙胺嘧啶和 sulphadimidine 合併治療。

## 預防
感染性脑炎可通过免疫接种进行预防。目前可使用的疫苗包括脊髓灰质炎疫苗、流行性乙型脑炎疫苗、狂犬病疫苗等。